# Fabienne Louves

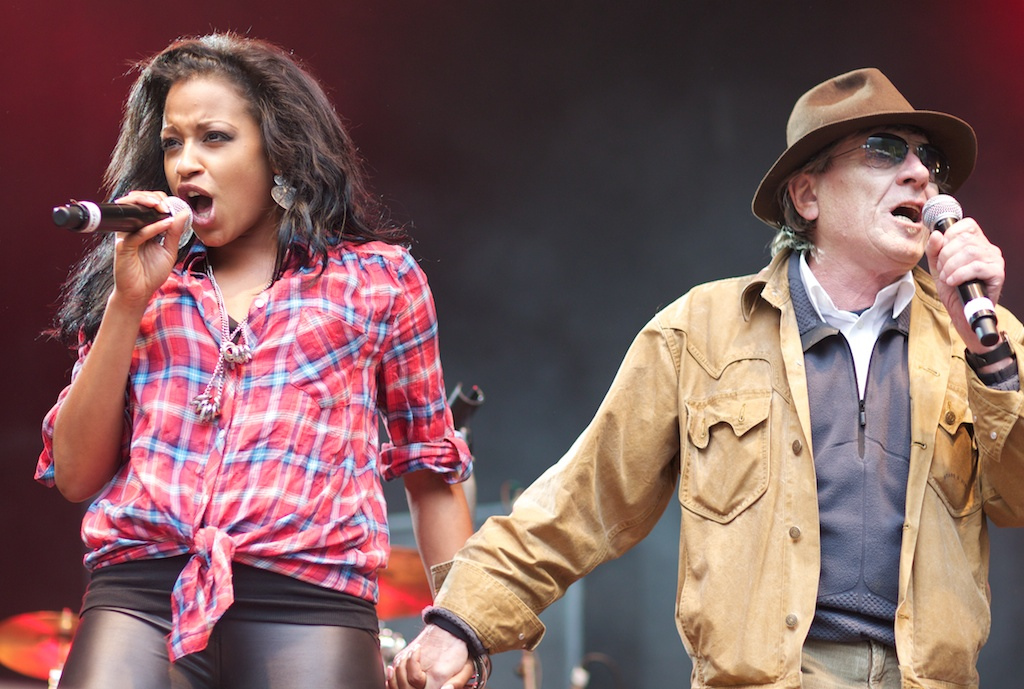
Fabienne Louves mit Polo Hofer (2011)

Fabienne Louves [ˈfabi̯ɛn ˈluːvɛs] (* 5. Mai 1986) ist eine Schweizer Sängerin, Schauspielerin und Musical-Darstellerin sowie Gewinnerin der dritten Staffel von MusicStar, der Castingshow von SRF 1.

## Leben
Sie stammt aus Emmenbrücke in der Luzerner Gemeinde Emmen und arbeitete bis anfangs 2007 als Backoffice-Assistentin. Ihr Vater, der ursprünglich aus Guadeloupe stammt, arbeitet in einem Bistro in Luzern.
Von 1998 bis 2003 sang Louves in der Girlgroup Girls to Girls mit, die auch als Vorgruppe von No Angels und Boney M. auftrat. Die Band wurde aufgelöst, da die drei Mädchen wegen ihrer Ausbildung zu wenig Zeit dafür fanden.
Von Januar bis März 2007 nahm sie an der schweizerischen Castingshow MusicStar teil, welche sie im Finale vom 4. März 2007 in der SMS- und Telefonabstimmung vor der als Favoritin gehandelten Sandra Wild mit 70 % aller Stimmen gewann. Wenige Tage nach der Finalsendung wurde publik, dass Wild nicht gewinnen wollte, da sie – wegen größerer Differenzen – keinen Plattenvertrag mit Sony BMG wollte, worauf sie ihren Bekanntenkreis bat, für Louves zu stimmen.
Ihre erste, auf Schweizerdeutsch gesungene Single mit dem Titel Wach uf ist am 23. März 2007 erschienen und erreichte Platz 10 in den Schweizer Single-Charts; das Album mit dem Titel Schwarz uf Wiiss folgte schliesslich am 4. Mai 2007.
Seit Ende März 2010 ist ihr neues Album Fabulös im Handel erhältlich.
Ihre Karriere ging nach den zwei Alben, Auftritten in Fernsehshows und diversen Tourneen, unter anderem auch in Kooperation mit dem DJ Yves Larock, Polo Hofer und dem Christoph Walter Orchestra, in Richtung Theater und Musical. Sie hatte Haupt- und Nebenrollen in Theaterstücken und Musicals wie Ewigi Liebi, Die kleine Niederdorfoper, Ost Side Story, Stägeli uf - Stägeli ab, Cabaret und als Deloris van Cartier in der schweizerdeutschen Version des Musicals Sister Act.

## Diskografie

### Alben
- 2007: Schwarz uf wiiss
- 2010: Fabulös

### Singles
- 2007: Wach Uf
- 2007: Bitte lüg mi a
- 2007: Hemmigslos liebe (Duett mit Marc Sway)
- 2010: Ned met mer
- 2010: Samschtig
- 2010: Rotwiss
- 2010: Wiehnachtsgschänk[3]
- 2011: Real Love (Duett mit Patric Scott) (Eurovision Song Contest – Schweizer Vorentscheid)[4]